# Bermane Stiverne
Bermane Stiverne (* 1. November 1978 in Plaine-du-Nord, Haiti) ist ein kanadischer Profiboxer und ehemaliger WBC-Weltmeister im Schwergewicht.

## Amateurkarriere
Bei den Amateuren nahm er an der amerikanischen Olympiaqualifikation im März und April 2004 in Mexiko und Brasilien teil, besiegte dabei Victor Bisbal aus Puerto Rico, unterlag jedoch zweimal gegen den Mexikaner George Garcia. Im Oktober 2004 gewann er das Tammer Turnier in Finnland. Er besiegte dabei Robert Helenius und David Price.
Seine Bilanz war 49-10.

## Profikarriere
Stiverne wurde 2005 unter Don King Profi und gewann seine ersten zwölf Kämpfe durch Knockout, davon neun in der ersten Runde. Im Juli 2007 verlor er überraschend vorzeitig gegen Demetrice King. In seinen folgenden acht Kämpfen blieb er wieder ungeschlagen, darunter befand sich auch ein Unentschieden gegen Charles Davis.
Am 29. Januar 2011 besiegte er Kertson Manswell (Bilanz 20-0) vorzeitig in der zweiten Runde und gewann damit den Internationalen Meistertitel der WBC, die US-Meisterschaft der WBC und die Lateinamerikanische Meisterschaft der WBA. Im Juni 2011 gewann er zudem durch t.K.o. gegen Ray Austin.
Am 27. April 2013 besiegte Stiverne Chris Arreola einstimmig nach Punkten. Dadurch wurde er zum Pflichtherausforderer des damaligen WBC-Weltmeisters Vitali Klitschko. Nach dem Rücktritt Klitschkos boxte Stiverne am 10. Mai 2014 erneut gegen Arreola und gewann durch Technischen Knockout in der sechsten Runde den vakanten WBC-Gürtel im Schwergewicht.
Bei seiner ersten Titelverteidigung am 17. Januar 2015 verlor er den Titel nach einstimmiger Punktniederlage gegen Deontay Wilder. Nach dem Kampf wurde er ins Krankenhaus eingeliefert, wo eine Rhabdomyolyse diagnostiziert wurde.

## Liste der Profikämpfe
| 25 Siege (21 K.o.-Siege), 5 Niederlagen, 1 Unentschieden |              |                                                              |                   |                                                  | |
| Jahr                                                     | Tag          | Ort                                                          | Gegner            | Ergebnis für Stiverne                            | Notizen |
| 2005                                                     | 29. Juli     | The Plex, North Charleston, South Carolina, USA              | Roy Matthews      | Sieg / TKO 1. Runde                              | Profi-Debüt |
| 2005                                                     | 9. November  | The Frosted Mug, Morgantown, West Virginia, USA              | Benny Bland       | Sieg / TKO 1. Runde                              | |
| 2005                                                     | 27. Oktober  | The Plex, North Charleston, South Carolina, USA              | Gary Lavender     | Sieg / TKO 1. Runde                              | |
| 2005                                                     | 1. Dezember  | The Plex, North Charleston, South Carolina, USA              | James Harrison    | Sieg / TKO 1. Runde                              | |
| 2006                                                     | 7. Januar    | Madison Square Garden, New York City, New York, USA          | John Turlington   | Sieg / TKO 1. Runde                              | |
| 2006                                                     | 8. April     | Thomas & Mack Center, Las Vegas, Nevada, USA                 | Marcus Dear       | Sieg / TKO 3. Runde                              | |
| 2006                                                     | 8. Juli      | Savvis Cencter, St. Louis, Missouri, USA                     | Franklin Lawrence | Sieg / TKO 1. Runde                              | |
| 2006                                                     | 10. Oktober  | Allstate Arena, Rosemont, Illinois, USA                      | Charles Brown     | Sieg / KO 2. Runde                               | |
| 2007                                                     | 6. Januar    | Seminole Hard Rock Hotel and Casino, Hollywood, Florida, USA | Otis Mills        | Sieg / TKO 1. Runde                              | |
| 2007                                                     | 3. Februar   | Silver Spurs Arena, Kissimmee, Florida, USA                  | Harold Sconiers   | Sieg / KO 1. Runde                               | |
| 2007                                                     | 2. März      | Belterra Casino & Resort, Belterra, Indiana, USA             | John Clark        | Sieg / TKO 1. Runde                              | |
| 2007                                                     | 28. April    | Foxwoods Resort Casino, Mashantucket, Connecticut, USA       | Earl Ladson       | Sieg / KO 3. Runde                               | |
| 2007                                                     | 7. Juli      | Webster Bank Arena, Bridgeport, Connecticut, USA             | Demetrice King    | Niederlage / TKO 4. Runde                        | |
| 2007                                                     | 6. Oktober   | Madison Square Garden, New York City, New York, USA          | Edward Gutierrez  | Sieg / TKO 1. Runde                              | |
| 2008                                                     | 27. März     | Scottrade Center, St. Louis, Missouri, USA                   | Jimmy Haynes      | Sieg / KO 1. Runde                               | |
| 2008                                                     | 11. Juli     | Uniprix Stadium, Montreal, Québec, Kanada                    | Brad Gregory      | Sieg / TKO 1. Runde                              | |
| 2008                                                     | 20. Dezember | Hallenstadion, Zürich, Kanton Zürich, Schweiz                | Lyle McDowell     | Sieg / KO 1. Runde                               | |
| 2009                                                     | 14. Februar  | BankAtlantik Center, Sunrise, Florida, USA                   | Robert Hawkins    | Punktsieg (einstimmig) / 8 Runden                | |
| 2009                                                     | 29. April    | Scottrade Center, St. Louis, Missouri, USA                   | Charles Davis     | Unentschieden (Mehrheitsentscheidung) / 6 Runden | |
| 2009                                                     | 31. Oktober  | Treasure Island Hotel and Casino, Las Vegas, Nevada, USA     | Jerry Butler      | Sieg / KO 7. Runde                               | |
| 2010                                                     | 11. November | Corona Theatre, Montreal, Quebec, Kanada                     | Ramon Hayes       | Sieg / KO 1. Runde                               | |
| 2011                                                     | 29. Januar   | Silverdome, Pontiac, Michigan, USA                           | Kertson Manswell  | Sieg / TKO 2. Runde                              | vakante internationale WBC-Meisterschaft, vakante US-amerikanische WBC-Meisterschaft & vakante WBA-Fedelatin-Meisterschaft |
| 2011                                                     | 25. Juni     | Family Arena, St. Charles, Missouri, USA                     | Ray Austin        | Sieg / TKO 10. Runde                             | vakante WBC-Silber-Meisterschaft & WBC Eliminator                                                                          |
| 2012                                                     | 4. April     | Miami Jai Alai Fronton, Miami, Florida, USA                  | Willie Herring    | Punktsieg (einstimmig) / 8 Runden                | |
| 2013                                                     | 27. April    | Citizens Business Bank Arena, Ontario, Kalifornien, USA      | Chris Arreola     | Punktsieg (einstimmig) / 12 Runden               | WBC-Eliminator |
| 2014                                                     | 10. Mai      | Galen Center, Los Angeles, Kalifornien, USA                  | Chris Arreola     | Sieg / TKO 6. Runde                              | vakante WBC-Weltmeisterschaft                                                                                              |
| 2015                                                     | 17. Januar   | MGM Grand Garden Arena, Las Vegas, Nevada                    | Deontay Wilder    | Punktniederlage (einstimmig) / 12 Runden         | WBC-Weltmeisterschaft |
| 2015                                                     | 14. November | Hard Rock Hotel and Casino, Paradise, Nevada                 | Derric Rossy      | Punktsieg (einstimmig) / 10 Runden               | |
| 2017                                                     | 4. November  | Barclays Center, Brooklyn, New York                          | Deontay Wilder    | Niederlage / KO 1. Runde                         | WBC-Weltmeisterschaft |
| 2019                                                     | 23. Februar  | O2 Arena, Greenwich, London                                  | Joe Joyce         | Niederlage / TKO                                 | |
| 2021                                                     | 21. Januar   | Seminole Hard Rock Hotel and Casino, Hollywood               | Trevor Bryan      | Niederlage / TKO                                 | vakante WBA Weltmeisterschaft                                                                                              |
| Quelle: Bermane Stiverne in der BoxRec-Datenbank         |              |                                                              |                   |                                                  | |